# Dorsa Aldrovandi
Dorsa Aldrovandi – grupa grzbietów na powierzchni Księżyca o średnicy około 136 km. Dorsa Aldrovandi znajduje się na współrzędnych selenograficznych ☾ 24,0°N 28,5°E/24,000000 28,500000 na obszarze Mare Serenitatis.
Nazwa grzbietu została nadana w 1976 roku przez Międzynarodową Unię Astronomiczną i pochodzi od Ulissesa Aldrovandiego (1522-1605), włoskiego przyrodnika.